# Эдвардс, Дороти
Дороти Эдвардс (англ. Dorothy Edwards; 6 ноября 1914—1982 гг.) — британская детская писательница.
Дороти Эдвардс родилась в 1914 году в Англии, в рабочей семье. Отец очень рано стал учить девочку читать и писать, поэтому первые рассказы она стала сочинять с 4-х лет. Рассказы и статьи Дороти стали публиковаться, после свадьбы с Франком Эдвардсом и рождения двоих детей: дочери Джейн и сына Франка, — на тот момент писательнице было двадцать лет. Дороти Эдвардс особенно прославилась циклом рассказов, которые получили название «Моя маленькая сестренка-шалунишка», которые она придумывала, чтобы развлекать свою дочь Джейн в семейные праздники в 1950-е года. Всего писательница издала пять книг под этим названием. Дороти издавала сборники коротких рассказов о магии, волшебстве и привидениях, а также сборники стихов на эти же темы: "Туманы и магия" (Mists and Magic), "Призраки и тени" (Ghosts and Shadows). 
Дороти Эдвардс была номинирована на премию Whitbread за произведение «The Witches and the Grinnygog» в 1981 году, позднее это произведение было адаптировано для телевидения.
Во второй половине 1950-х годов Дороти выступала по радио в программе «Слушай вместе с мамой», также она писала для Playschool and Jackanory.